# 貿澤電子
貿澤電子（Mouser Electronics, Inc.）是一家總部位於美國的半导体和電子元件銷售商。後來貿澤電子被波克夏·哈薩威公司收購。 
该公司的全球总部和配送中心位於美國德克萨斯州达拉斯/沃思堡国际机场附近。 德州仪器、英特尔、 泰科电子和亚德诺半导体都是它的客戶 。

## 歷史
貿澤電子于1964年在埃尔卡洪成立。1986年，公司将总部迁至德克萨斯州曼斯菲爾德。2000年1月，貿澤電子成为TTI, Inc.的全资子公司。2006年12月，TTI被出售给伯克希尔·哈撒韦公司。貿澤電子也成為該公司的子公司。